# 桑坦德银行大楼

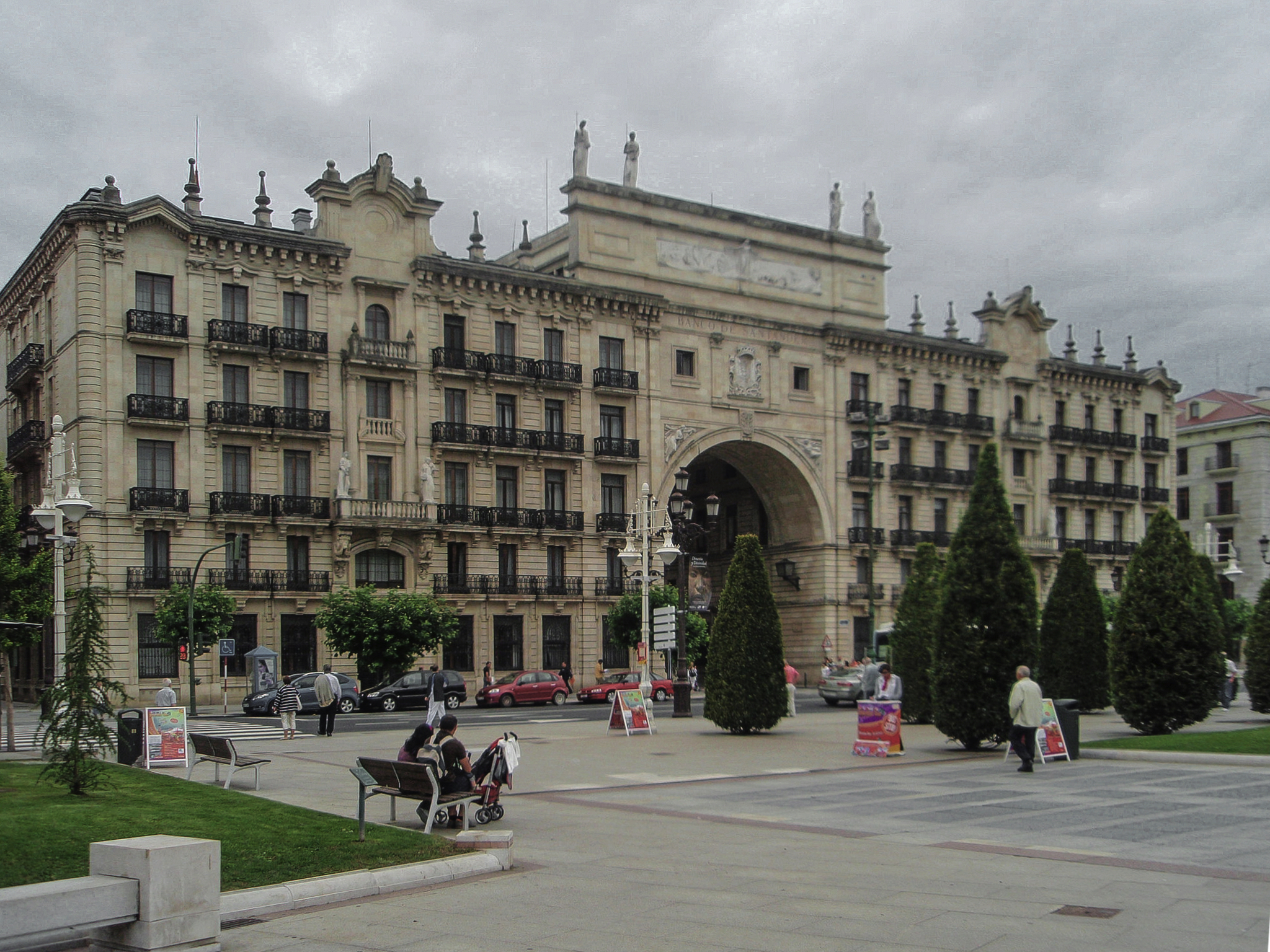

桑坦德银行大楼（西班牙語：Edificio Banco de Santander）是桑坦德银行的总部，位于西班牙桑坦德的佩雷达大道（Paseo de Pereda）9号，被佩雷达花园（Jardines de Pereda）与大海隔开。这是建筑师哈维尔·冈萨雷斯·德里安乔（Javier González de Riancho）的作品。桑坦德银行决定将其总部设在这座大楼内，即使在2007年宣布将其所有房产出租和出售后，这一决定仍然有效。
这座建筑建于1919年至1923年，新古典主义建筑。主立面面向大海。上部有四个雕塑，分别代表艺术、文化、商业和航海，饰带雕塑则分别代表商业、工业、矿业和文化
该建筑已公布为西班牙文化财产。